# Jimmy Hollywood
Jimmy Hollywood è un film del 1994 scritto e diretto da Barry Levinson e interpretato da Joe Pesci e da Christian Slater.

## Trama
Jimmy Alto, conosciuto come Jimmy Hollywood, è un attore fallito, ma convinto di essere un grande nel suo mestiere. Irritato dopo aver subito il furto dell'autoradio, decide di trasformarsi in vigilante, e inizia con l'arrestare un ladro di automobili che lascia con la refurtiva e con la videocassetta del tentato furto registrata dal suo amico William davanti alla centrale di polizia. I due si autoproclamano membri dell'organizzazione S.O.S. (salvi o spacciati).

## Distribuzione
Il film è uscito nelle sale statunitensi il 30 marzo 1994, mentre in Italia è stato distribuito da UIP dal 12 ottobre 1994.

## Accoglienza

### Incassi
Il film ha avuto un risultato disastroso al botteghino, incassando solo 3 783 003 dollari, a fronte di 30 milioni di dollari di budget.

### Critica
Il film ha ottenuto solo il 22% delle recensioni professionali positive sul sito Rotten Tomatoes, con un voto medio di 3,96 su 10 basato su 23 critiche; sul database di cinema IMDb ha ottenuto, invece, un punteggio medio di 5,3 su 10, basato su 2846 voti degli utenti.